# Hermann Effenberger

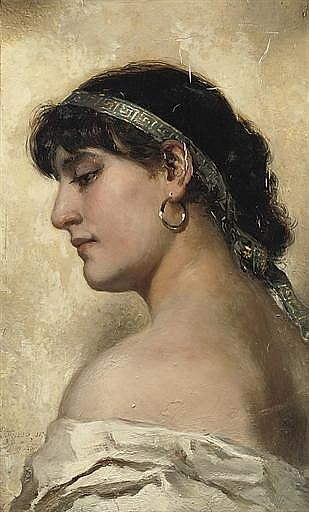
Eine mediterrane Schönheit

Hermann Effenberger (* 14. September 1842 in Lauban; † 14. Dezember 1910 in Rom) war ein deutscher Porträt- und Genremaler sowie Zeichner.
Effenberger studierte an der Kunstakademie Dresden bei Karl Christian Andreae und Julius Schnorr von Carolsfeld. Sein Studium setzte er an der Koninklijke Academie voor schone Kunsten in Antwerpen fort.
Nach dem Studium wohnte er in Leipzig und war Mitarbeiter der „Gartenlaube“. 1880 zog er nach Rom um, wo er Mitglied des Deutschen Künstlervereins wurde. Aus dessen Hilfskasse erhielt er seit 1884 eine Unterstützung. 1900 erlitt er eine Lähmung. Seither lebte er im Deutschen Krankenhaus Roms am Tarpejischen Felsen.